# Ludwig Immanuel Magnus
Ludwig Immanuel Magnus (Berlim, 15 de março de 1790 – Berlim, 25 de setembro de 1861) foi um matemático alemão.

## Formação e carreira
Magnus perdeu o pai muito jovem. Era primo de Heinrich Gustav Magnus. Sua formação foi pensada para trabalhar como mercador. Portanto, frequentou a Handelsschule Berlin (Escola Comercial de Berlim) antes de encontrar um emprego no negócio bancário de seu tio. Apesar das pesadas exigências de trabalho, estudou as obras de Euclides. Em 1813, durante as Guerras de Libertação, alistou-se como voluntário nas forças armadas em Breslau. Depois de 1815 foi empregado novamente em um banco de Berlim, mas ao mesmo tempo foi capaz de continuar seus estudos matemáticos, entre outros sob a orientação de Samuel Ferdinand Lubbe.
Magnus tornou-se também professor de matemática em 1816. Inicialmente como um emprego de meio período, depois a partir de 1826 como membro efetivo do corpo docente, lecionou na escola de Ludwig Cauer em Berlim e Charlottenburg até 1834. Com base em seu trabalho publicado em 1833, recebeu um doutorado honorário pela Universidade de Bonn.
Após a morte de Cauer em 1834, Magnus não encontrou mais nenhum cargo de ensino, mas voltou ao banco. Tornou-se o tesoureiro-chefe do recém-fundado Berliner Kassenverein. Durante esse tempo ele interrompeu seu trabalho científico, aposentando-se em 1843.
Foi um dos primeiros a usar o símbolo de identidade ≡.

## Publicações selecionadas
Magnus publicou principalmente em periódicos, por exemplo nos Annales de mathématiques pures et appliquées de Joseph Diez Gergonne, nos volumes 11 e 16 (1820 e 1825) e no Crelle's Journal , nos volumes 5, 7, 8 e 9 (1830-1832).
- Sammlung von Aufgaben und Lehrsätzen aus der analytischen Geometrie, Duncker und Humblot, Berlin 1833 (como a terceira parte da coleção de Meier Hirsch).
- Sammlung von Aufgaben und Lehrsätzen aus der Analytischen Geometrie des Raumes, Duncker und Humblot, Berlin 1837.